# Delitti al museo
Delitti al museo è una antologia di racconti ambientati a Napoli nel Museo Archeologico Nazionale di Napoli.

## Contenuti
L’antologia, curata da Franco Forte e Diego Lama, contiene dieci racconti:
- Quando siamo soli, di Serena Venditto
- MANN-hunter, di Romano De Marco
- Il fauno di cenere, di Stefano Di Marino
- L'odore del disprezzo, di Andrea Franco
- La tazza del Re, di Antonio Fusco
- Omicidio alla sezione egizia, di Luigi Guicciardi
- Dietro la Venere Callipige, di Diana Lama
- Le natiche di Venere, di Diego Lama
- La sacerdotessa venuta dal nulla, di Giulio Leoni
- Il mistero della lamina orfica, di Carlo A. Martigli

## Edizione
- Autori Vari Delitti al museo, 2019, Milano, Il Giallo Mondadori. ISSN 1120-5083 (WC · ACNP)